# Mud (Fluss)
Die Mud ist ein rund 25 km langer linker und südlicher Zufluss des Mains. Ihr Oberlauf wird auch Mudau oder Mudbach genannt.

## Name
Das Gewässer wird 1271 als Mudahe erstmals schriftlich erwähnt. Der Name beinhaltete das germanische Wort *muda „torfartige Erde, Moor, Schlamm“ und die Endung -aha für „Fließgewässer“.

## Geographie

### Verlauf
Der Fluss Mud entspringt im östlichen Odenwald westlich von Mudau im Gewann Hohenbusch auf einer Höhe von etwa 500 m ü. NHN. Die Quelle ist seit 1890 gefasst und füllt den dortigen Wasserbehälter. Der Oberlauf liegt oft trocken, so dass das Bachbett erst ab der Wassertretanlage ⊙ im Gewann Weller in Mudau Wasser führt.

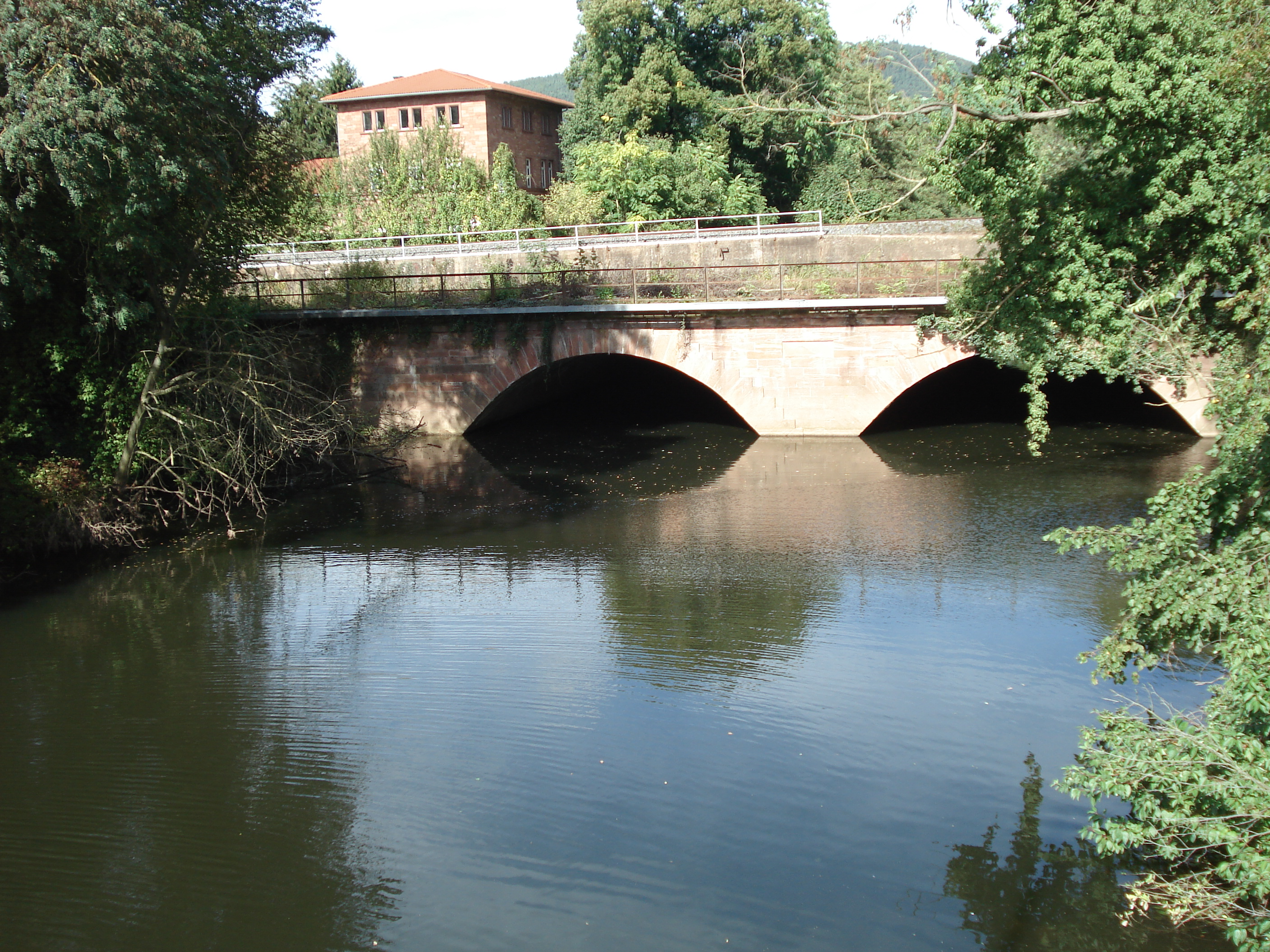
Die Mud in Miltenberg

Die Mud durchfließt dann in beständig nördlichem Lauf das Ünglerttal. Östlich von Kirchzell fließt ihr der etwas längere Gabelbach zu. In Amorbach mündet unterhalb des Gotthardsberges (304 m) von rechts ihr größter Zufluss, der Billbach.
Die Mud durchfließt im weiteren Verlauf Weilbach und Breitendiel und mündet schließlich auf einer Höhe von ungefähr 125 m ü. NHN unmittelbar nach der Laurentiuskapelle bei Miltenberg von links in den Main. Ihr ungefähr 25,4 km langer Lauf endet 375 Höhenmeter unterhalb ihres Ursprungs; sie hat somit ein mittleres Sohlgefälle von etwa 15 ‰.

### Einzugsgebiet
Das 408,2 km² große Einzugsgebiet der Mud gehört dem Sandstein-Odenwald an und wird von ihr über den Main und den Rhein zur Nordsee entwässert.
Quelle und Oberlauf der Mud liegen im baden-württembergischen Neckar-Odenwald-Kreis, der Mittel- und Unterlauf im bayerischen Landkreis Miltenberg.

### Zuflüsse
Diagramm der Zuflüsse ab 5 km (von der Quelle zur Mündung)
Diagramm der Zuflüsse ab 50 km² (von der Quelle zur Mündung)
Tabelle Zuflüsse der Mud (Eine Auswahl)
Tabelle der Zuflüsse von der Quelle zur Mündung. Gewässerlänge, Einzugsgebiet und Mündungshöhe nach den entsprechenden Layern auf der Onlinekarte der LUBW. Andere Quellen für die Angaben sind vermerkt.
Zum Vergleich wurden auch die Werte der Mud selbst blau hervorgehoben aufgenommen.
| Name                        | GKZ      | Lage   | Länge in km | EZG in km² | Mündungshöhe in m ü. NHN | Mündung                   | Bemerkungen und Nachweise    |
| --------------------------- | -------- | ------ | ----------- | ---------- | ------------------------ | ------------------------- | ---------------------------- |
| Sotteich                    | 2472112  | rechts | 0,7         | ca. 0,8    | 437                      | Mudau-Untermudau          | [ LUBW 5 ]                   |
| Strüht                      | 2472120  | links  | 1,9         | 2,9        | 432                      | Mudau-Untermudau          |                              |
| Donebach                    | 2472140  | links  | 2,8         | 5,7        | 386                      | Mudau-Ünglert             |                              |
| Inglatstalgraben            | 2472160x | links  | 2,8         | 3,6        | 215                      | Kirchzell-Burg Wildenberg | [ 10 ]                       |
| Bach aus der Zeibertsklinge | 247219…  | links  | ca. 1,3     | ca. 1,3    | 207                      | Kirchzell-Burg Wildenberg | [ LUBW 6 ] [ LUBW 5 ] [ 10 ] |
| Gabelbach                   | 2472200  | links  | 15,6        | 83,7       | 174                      | Kirchzell-Buch            | [ LUBW 7 ] [ 10 ]            |
| Billbach                    | 2472400  | rechts | 24,8        | 188,4      | 151                      | Amorbach                  | [ LUBW 7 ] [ 10 ]            |
| Otterbach                   | 2472520  | links  | 5,0         | 10,9       | 150                      | Amorbach                  | [ 10 ]                       |
| Ohrenbach                   | 2472600  | links  | 13,5        | 51,1       | 142                      | Weilbach                  | [ 10 ]                       |
| Weilbach                    | 2472920  | rechts | 6,7         | ca. 19,0   | 140                      | Weilbach                  | [ LUBW 5 ] [ 10 ]            |
| Mud                         | 247299   |        | 25,4        | 408,2      | 125                      | Miltenberg                |                              |

## Hochwasser (Retention)
Seit einigen Jahren werden unmittelbar vor der Mündung in den Main aufwendige Baumaßnahmen zum Hochwasserschutz betrieben; der Großteil davon ist seit Ende 2009 fertiggestellt.

## Fauna
In der Mud kommen Bachforelle, Bachneunauge, Bachschmerle, Elritze, Flussbarsch, Gründling, Mühlkoppe, Hecht, Regenbogenforelle und Rotauge sowie der einheimische Edelkrebs vor.

## Mühlen
- Mudau

- Ünglert

- Riesenmühle
- Linkemühle
- Ebelsmühle
- Antonismühle
- Schneidmühle
- Pumpwerk Hirtenquelle

- Kirchzell

- Preunschen

- Hofmühle oder Herrnmühle

- Amorbach

- Amorbach

- Walkmühle oder Sägemühle
- Papiermühle oder Fuchsenmühle
- Pulvermühle
- Ölmühle
- Namenlose Mühle

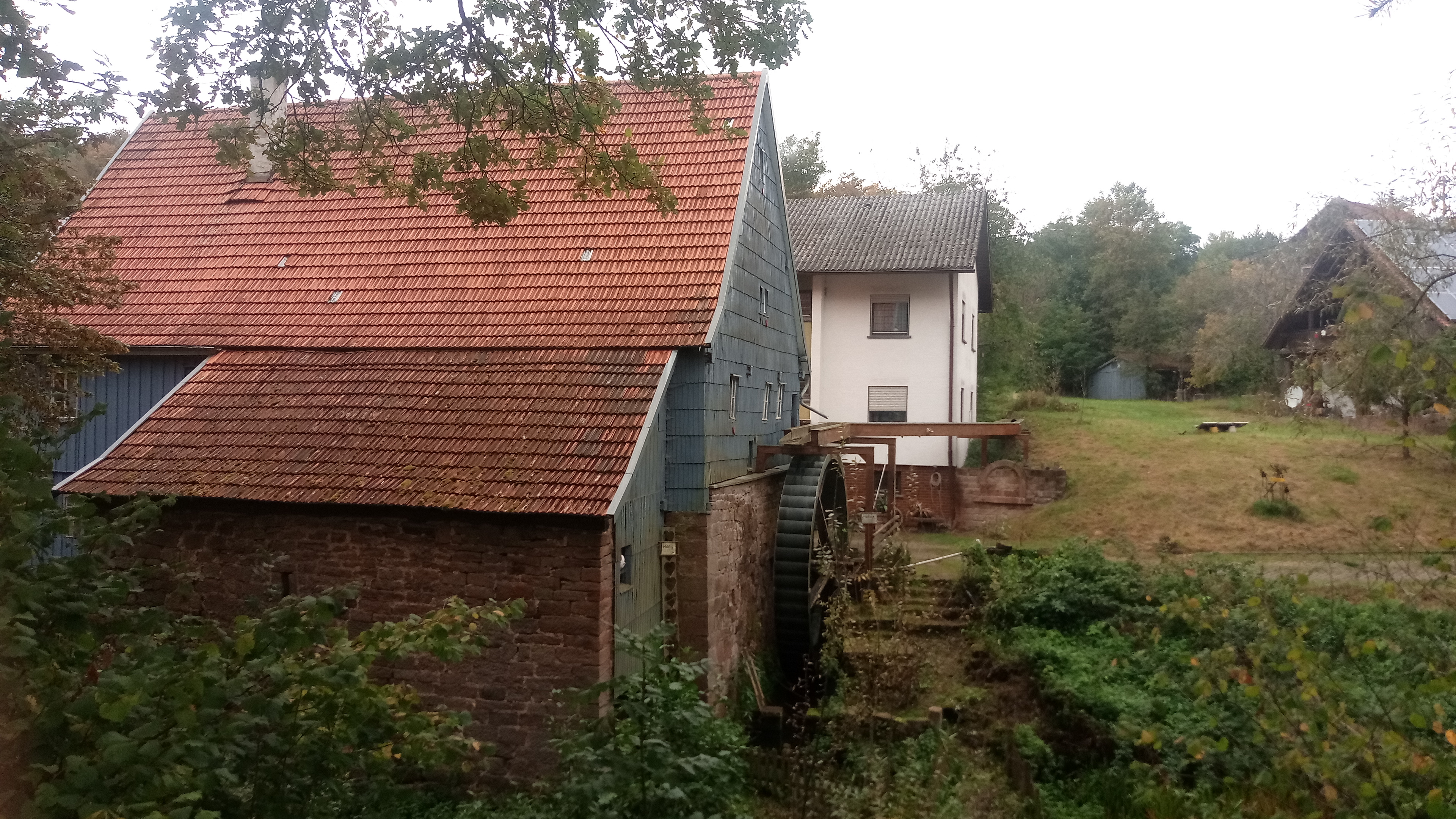
Die Riesenmühle

- Ballmannsmühle oder  Obermühle (Am Mühlrain 40)

(1443 - 1991)
- Namenlose Mühle
- Lohmühle

- Weilbach

- Weilbach

- Eisenhammer

- Miltenberg

- Breitendiel

- Namenlose Mühle

- Miltenberg

- Leusers Mühle oder Eckmühle
- Lohmühle
- Bergmühle

(Mahl Oel und Schneidmühle)
- Bruchmühle

## Besonderheiten
Im Dezember 2009 ertrank unweit der Mündung in den Main unter mysteriösen Umständen ein dreijähriges Mädchen.

### LUBW
Amtliche Online-Gewässerkarte mit passendem Ausschnitt und den hier benutzten Layern: Karte von Lauf und Einzugsgebiet der Mud

Allgemeiner Einstieg ohne Voreinstellungen und Layer: Daten- und Kartendienst der Landesanstalt für Umwelt Baden-Württemberg (LUBW) (Hinweise)
1. 1 2  Länge nach dem Layer Gewässernetz (AWGN).
2. ↑  Einzugsgebiet nach dem Layer Aggregierte Gebiete 04.
3. ↑  Einzugsgebiet nach dem Layer Basiseinzugsgebiet (AWGN).
4. ↑  Höhe nach dem Höhenlinienbild auf dem Hintergrundlayer Topographische Karte.
5. 1 2 3  Einzugsgebiet abgemessen auf dem Hintergrundlayer Topographische Karte.
6. ↑  Länge abgemessen auf dem Hintergrundlayer Topographische Karte.
7. 1 2  Einzugsgebiet nach dem Layer Aggregierte Gebiete 05.

### Andere Belege
1. ↑  Otto Klausing: Geographische Landesaufnahme: Die naturräumlichen Einheiten auf Blatt 151 Darmstadt. Bundesanstalt für Landeskunde, Bad Godesberg 1967. → Online-Karte (PDF; 4,3 MB)
2. ↑  Google Earth
3. ↑  Topografische Karte 1:10.000 Bayern Nord
4. ↑  Statistik Weilbach / Mud, Bayerischer Hochwassernachrichtendienst (Stand: 6. September 2011)
5. ↑  Stammdaten Weilbach / Mud, Bayerischer Hochwassernachrichtendienst
6. ↑  Alternativnamen nach der Topographischen Karte 1:100.000 bzw. der Topographischen Übersichtskarte 1:200.000.
7. ↑  Albrecht Greule: Deutsches Gewässernamenbuch. Walter de Gruyter, Berlin / Boston 2014, ISBN 978-3-11-057891-1, S. 360, „Mudbach“ (Auszug in der Google-Buchsuche).
8. ↑  Theodor Humpert: Mudau im Odenwald, Wesen und Werden einer Odenwaldgemeinde. Zweite, verbesserte und vermehrte Auflage. 1954, S. 9.
9. ↑  gestrichelter Lauf im BayernViewer
10. 1 2 3 4 5 6 7  Höhe abgefragt auf dem Hintergrundlayer Amtliche Karte (Rechtsklick) auf: BayernAtlas der Bayerischen Staatsregierung (Hinweise)
11. ↑  Fischereiverband Unterfranken: Unsere Gewässer (Memento des Originals vom 25. September 2014 im Internet Archive)  Info: Der Archivlink wurde automatisch eingesetzt und noch nicht geprüft. Bitte prüfe Original- und Archivlink gemäß Anleitung und entferne dann diesen Hinweis.
12. 1 2 3 4 5 6  Mühlenpfad, Dorfgemeinschaft Ünglert e. V.
13. 1 2 3 4 5 6  Repertorium des topographischen Atlasblattes Miltenberg
14. ↑  Mühlenfest -200 Jahre Ballmanns- Mühle- am Pfingstmontag 05.06.2017, meine-news.de
15. ↑  Linde AG, Werk IV / Ehemaliger Weilbacher Eisenhammer, KulturRegion FrankfurtRheinMain gGmbH
16. ↑  Der Eisenhamme, von Rainer Türk, Wanderungen im fränkischen Odenwald Weilbach, Markt Weilbach
17. ↑  Landgerichtsbezirk Miltenberg